# Anna Szczerba-Turek
Anna Szczerba-Turek – polska doktor habilitowany nauk rolniczych, profesor na Uniwersytecie Warmińsko-Mazurskim w Olsztynie, specjalistka epizootiologii.

## Kariera naukowa
W 2002 roku na Uniwersytecie Gdańskim uzyskała tytuł magistra biotechnologii. W 2009 Wydział Medycyny Weterynaryjnej Uniwersytetu Warmińsko-Mazurskiego nadał jej stopień doktora nauk weterynaryjnych na podstawie rozprawy pt. Zastosowanie wybranych metod biologii molekularnej w diagnostyce zakażeń wirusami z rodziny Papillomaviridae w sarkoidach koni, której promotorem był Jan Siemionek. W tym samym roku została zatrudniona na tejże uczelni, a w 2021 roku uzyskała na niej stopień doktora habilitowanego nauk rolniczych w dyscyplinie weterynarii na podstawie pracy pt. Zwierzęta wolno żyjące jako potencjalny rezerwuar Shiga-toksycznych Escherichia coli (STEC).